# Martin Toporek
Martin Toporek, född 15 februari 1961, är en friidrottare från Österrike. Han deltog vid olympiska sommarspelen 1980 och olympiska sommarspelen 1984.